# Mycalesis mucia
Mycalesis mucia är en fjärilsart som beskrevs av William Chapman Hewitson 1862. Mycalesis mucia ingår i släktet Mycalesis och familjen praktfjärilar. Inga underarter finns listade i Catalogue of Life.

## Bildgalleri

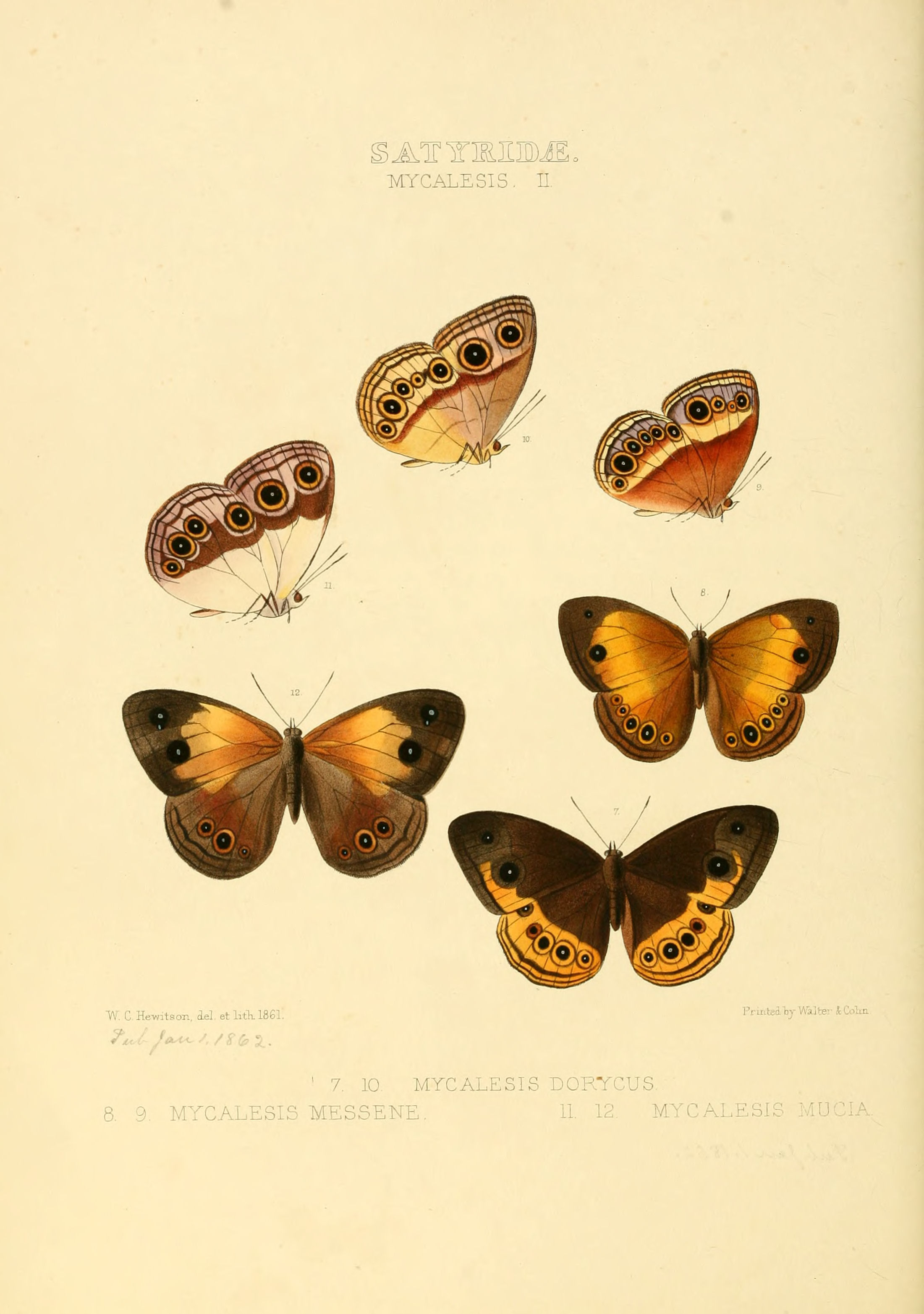